# Strategus howdeni
Strategus howdeni är en skalbaggsart som beskrevs av Brett C.Ratcliffe 1976. Strategus howdeni ingår i släktet Strategus och familjen Dynastidae. Inga underarter finns listade i Catalogue of Life.